# نزاع نجران
نزاع نجران هو نزاع لم يوثق بشكل جيد، وقع في ثلاثينيات القرن الماضي في مدينة نجران بين المملكة المتوكلية اليمنية ومملكة الحجاز ونجد. تتوفر جميع التفاصيل المعروفة في الصفحة 322 من كتاب جون فيلبي في السعودية عام 1955، كما التالي:
ولكن في شتاء عام 1931/2، وقع حدث كثير الخطورة، عندما انحدرت قوة يمانية في نجران واحتلتها، حيث تم تدمير ممتلكات عناصر غير صديقة. أجبرت شكاواهم ابن سعود على الرد بقوة. وخلال ربيع عام 1932، قاد أمير الخرمة، خالد بن لؤي، قوة من إخوان من أطاع الله إلى مكان الحادث، ولم يجد صعوبة كبيرة في مطاردة الحامية خارج الواحة واحتلالها باسم عبد العزيز آل سعود. وهكذا نجحت قضية نجران إلى الأبد.
تم ذكر النزاع أيضًا في الصفحة 54 من كتاب نداف صفران لعام 1988، المملكة العربية السعودية: البحث المستمر عن الأمن، والذي يعطي رواية مشابهه، استنادًا إلى قصة فيلبي.
كان السبب المباشر للحرب في اليمن هو النزاع حول واحة نجران، على الحدود بين البلدين، والتي استولت عليها قوات الإمام يحيى والتي أطاحت بها جماعة الإخوان في ربيع عام 1932.

## تعليق
في تحقيق في عام 2017، لم يتمكن مشروع روابط الحرب الذي يقوم بدراسة أكاديمية لتاريخ الحرب، من العثور على أي معلومات إضافية، ووجد أن صحيفة ذا تايمز البريطانية لم تتضمن أي إشارة إلى مثل هذا الحادث.

وعلق:
من الواضح أن شيئًا ما حدث هنا. ومع ذلك، لن نتمكن أبدًا من التحقق من تفاصيل النزاعات العسكرية بين الولايات هذه بشكل مستقل عن فيلبي. يتمتع فيلبي بسمعة طيبة كمصدر للسياسة في المملكة العربية السعودية في هذا الوقت. وكان أيضا أحد المقربين من ابن سعود. ومع ذلك، لا يقدم أي تفاصيل عن هذا النزاع الذي يمكن البناء عليه. لا نعرف الأشهر التي حدث فيها. من الناحية الفنية، نحن لا نعرف حتى السنة. لم يتم تزويدنا بمعلومات حول كيفية فصل الهجوم عن صدام أو عرض للقوة عن احتلال إقليم على مستوى الحادث. قد لا نعرف أبدًا التفاصيل الكاملة لهذا الحادث. قد يضيع للتاريخ.